# Expresso

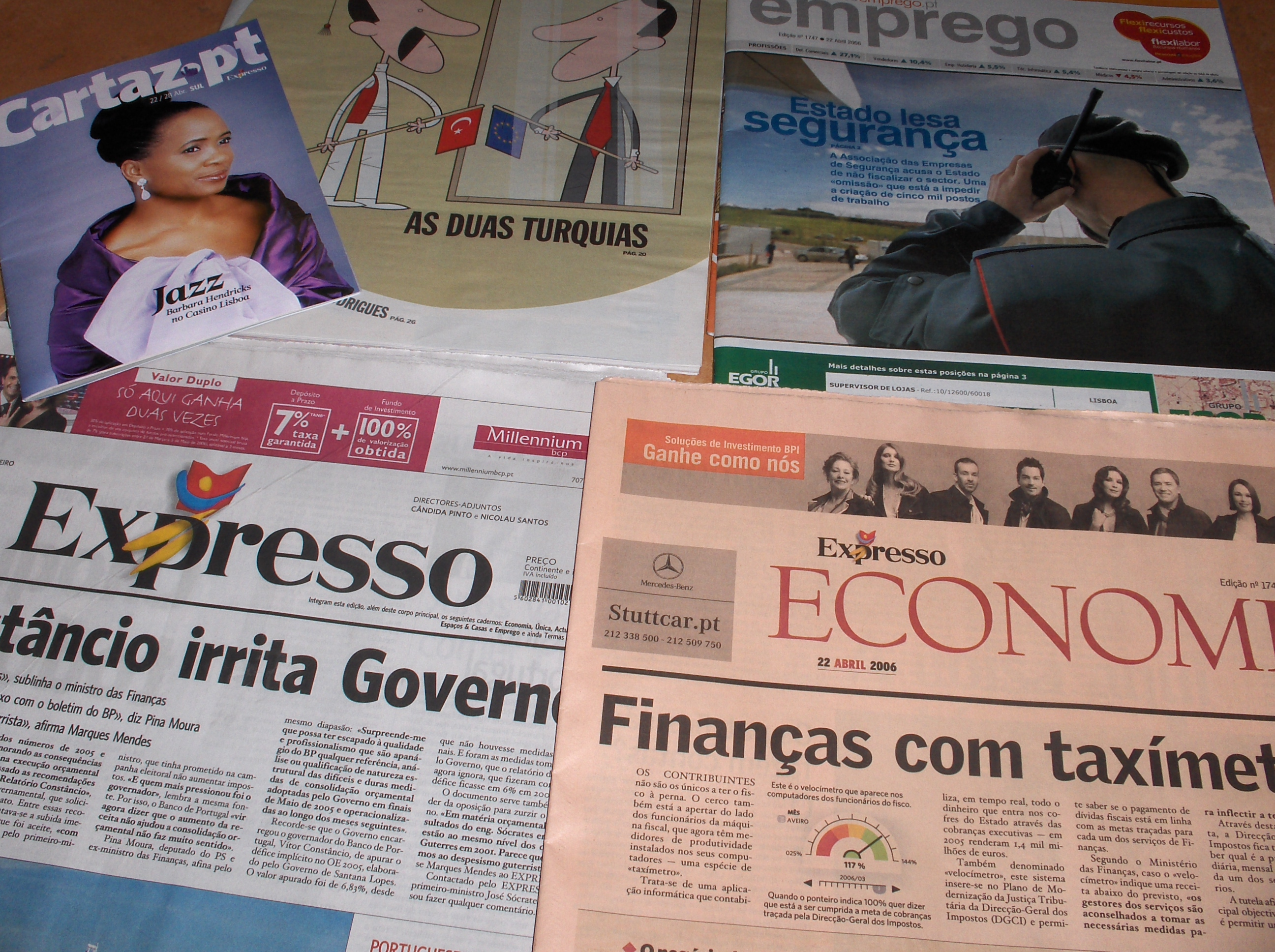
Periódico Expresso (2005) y varios de sus suplementos.

Expresso es un periódico editado en Portugal, con periodicidad semanal, que sale todos los sábados. Su director es actualmente Henrique Monteiro, después de que José António Saraiva hubiera dirigido el periódico durante más de dos décadas. Fue fundado en 1972, por Francisco Pinto Balsemão, que fue su primer director, Augusto de Roble y Marcelo Rebelo de Sousa.
Forma parte del grupo empresarial Impresa.

## Suplementos semanales
- Expresso Economía
- Expresso Emprego
- Expresso Imobiliário
- Expresso Cartaz
- Expresso Actual
- Expresso Única